# Khướu mỏ dẹt ba ngón
Khướu mỏ dẹt ba ngón (danh pháp khoa học: Cholornis paradoxa) là một loài chim trong họ Paradoxornithidae hoặc trong phân họ Paradoxornithinae của họ Sylviidae.
Tên gọi khoa học paradoxa/paradoxus có nghĩa là kỳ dị, do chân nó chỉ có 3 chứ không phải 4 ngón. Nó là loài đặc hữu miền trung Trung Quốc. Môi trường sống tự nhiên của nó là rừng ôn đới.

## Phân loài
- C. p. paradoxa Verreaux J., 1871: Các khu vực nam Cam Túc, Tứ Xuyên và đông nam Thiểm Tây.
- C. p. taipaiensis (Cheng, Lo & Chao, 1973): Dãy núi Tần Lĩnh ở miền nam Thiểm Tây.